# نيكولاس غونزاليس كازاريز
نيكولاس غونزاليس كازاريز هو ممرض وسياسي إسباني، ولد في 20 يوليو 1972 في لا كورونيا في إسبانيا. نشط حزبياً في الحزب الاشتراكي العمالي الإسباني. في انتخابات البرلمان الأوروبي في إسبانيا 2019 ‏، انتخب عضو في البرلمان الأوروبي عن دائرة إسبانيا لترشحه ضمن قائمة الحزب الاشتراكي العمالي الإسباني، وقد انضم خلال فترته النيابية (2 يوليو 2019 – ) للكتلة البرلمانية التحالف التقدمي للاشتراكيين والديمقراطيين.